# هاینتس کورورس
هاینتس کورورس (انگلیسی: Heinz Körvers; ۳ ژوئیهٔ ۱۹۱۵ – ۲۹ دسامبر ۱۹۴۲) بازیکن هندبال اهل آلمان بود.